# Indomyrma dasypyx
Indomyrma dasypyx är en myrart som beskrevs av Brown 1986. Indomyrma dasypyx ingår i släktet Indomyrma och familjen myror. Inga underarter finns listade i Catalogue of Life.

## Bildgalleri

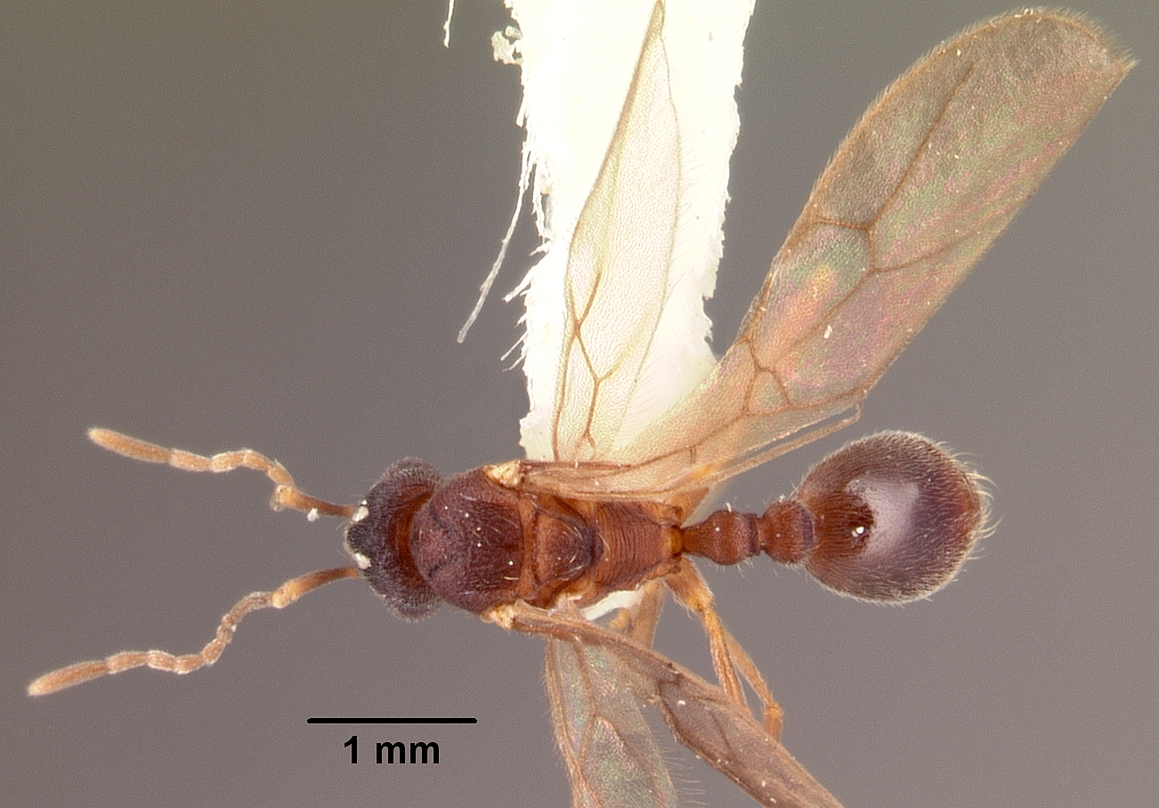
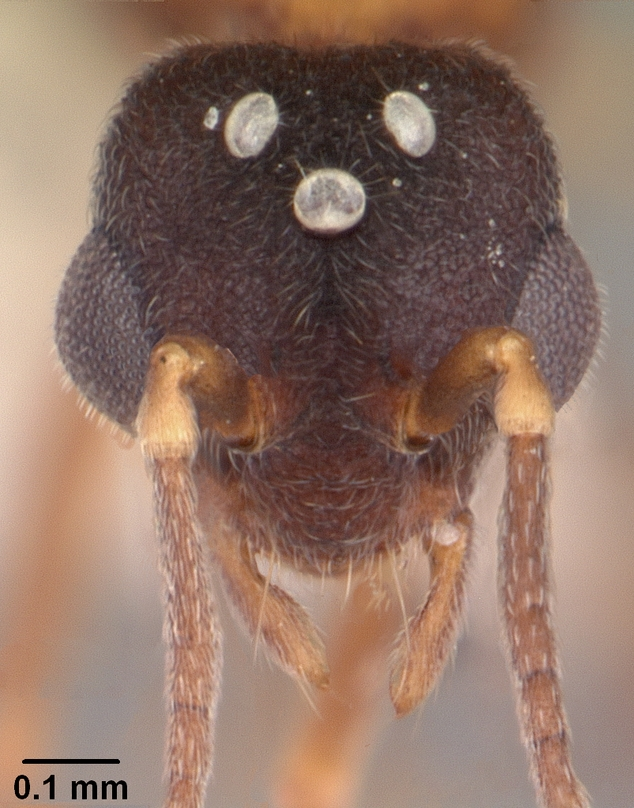
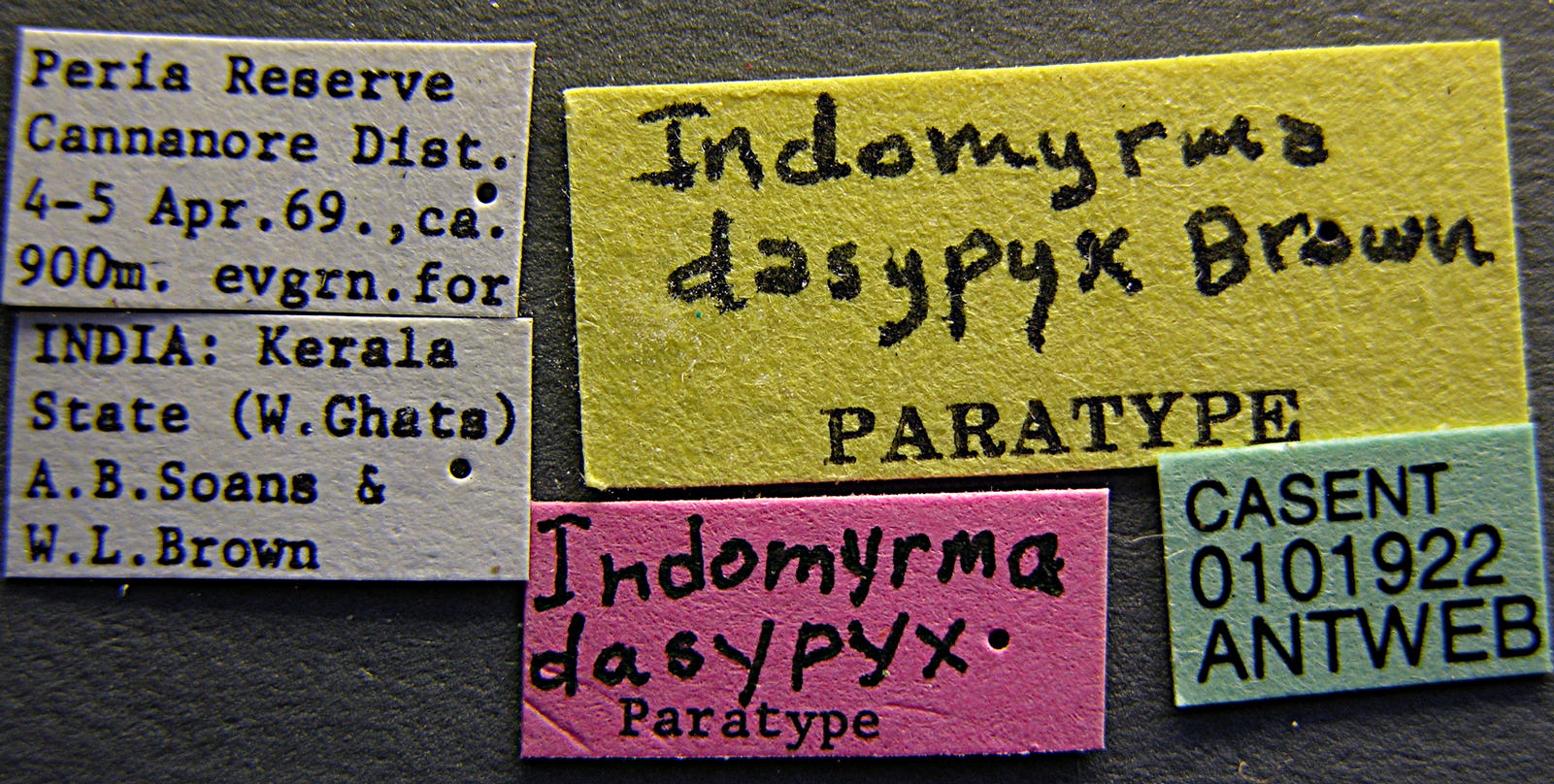
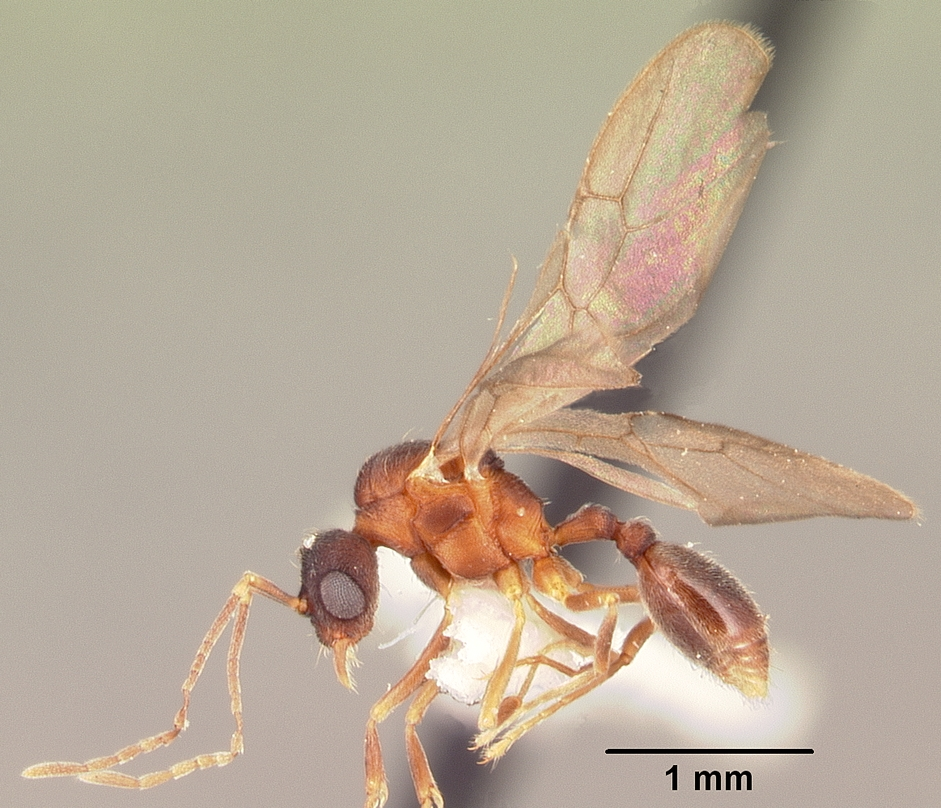
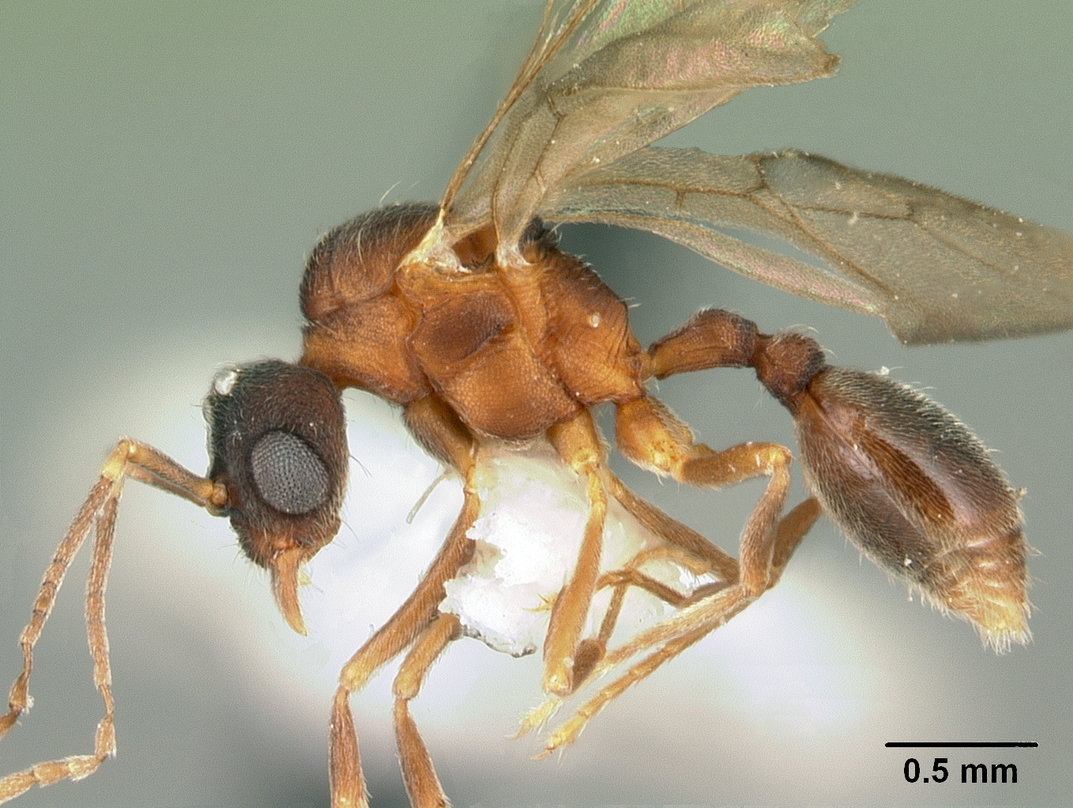
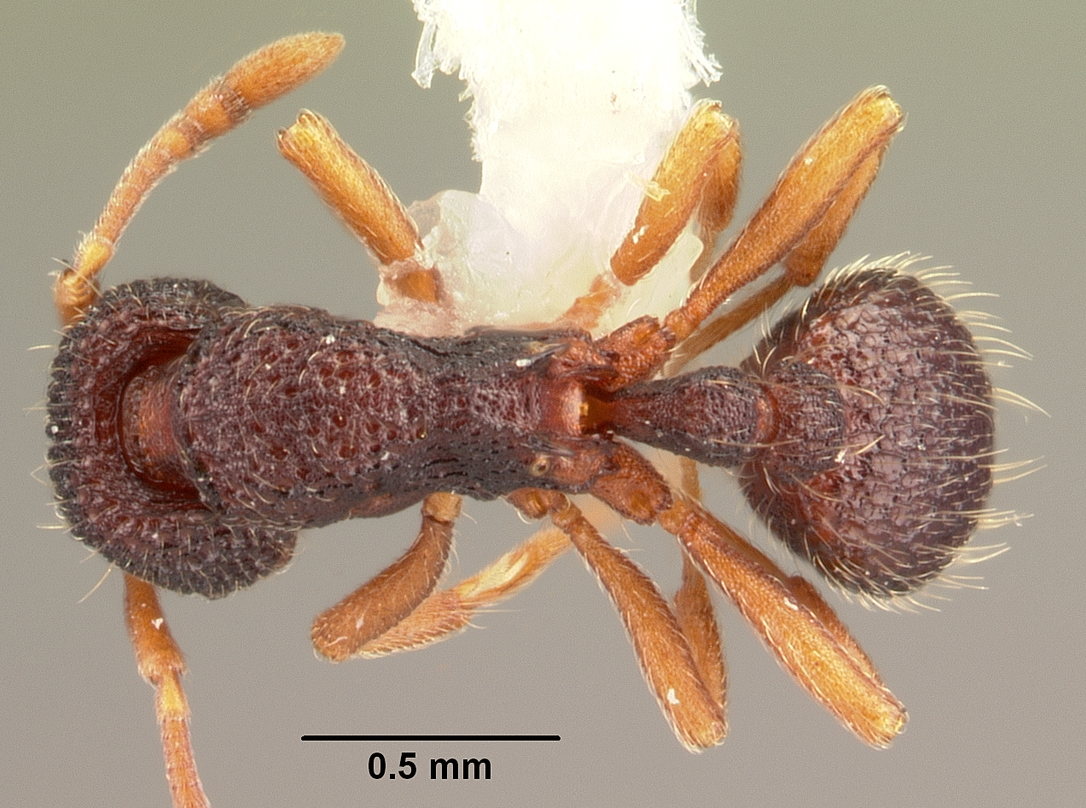